# 長澤瑠璃子
- 長沢 瑠璃子

長澤 瑠璃子（ながさわ るりこ、1990年7月26日 - ）は、青森放送 (RAB) の社員。元アナウンサーである。

## 来歴
東京都練馬区出身。立教大学卒業。大学時代には、同大学の放送研究会に在籍していた。また、放送研究会のメンバーであった下山由城とともに、『電源線隊セツデンジャー』（菅野祐悟主導の節電推進アートプロジェクト）のテーマソングナレーションに参加している。
大学卒業後、2013年4月に青森放送に入社。同期に元同局アナウンサーの上野比呂企と吉年愛梨がいる。
2019年7月に青森放送アナウンス部から東京支社へ異動。

## 人物
血液型はB型。星座はしし座。特技はピアノ、デコスイーツ作り、寿司握り。

## 過去の担当番組

### テレビ
- 大好き、青森県。 - 不定期出演
- 東奥日報ニュース
- ZIP!FRIDAY - 「あおねご」のコーナーナレーター（隔週担当）
- 月曜情報便[1]（2018年4月2日 - 2019年6月24日）
- RABニュースレーダー - 天気予報担当[1]（2018年4月 - 2019年6月28日）

### ラジオ
- 東奥日報ニュース
- いってらっしゃい!小学生の作文リレー
- RAB 月曜夜話 - 不定期出演
- RABミュージックCube
- 海の気象ニュース
- AN-HITORI
- あこもこジョッキー - 2014年春の開始当時より担当[10][注 6]
- ハニーなラジオ
- 今日も!あさぷり - 水曜担当[1]
- Chill wiz time
- kira-kira☆ るりちょbitナイト（ナイターオフ期間中のみの放送、2015年10月1日 - 2019年3月28日）
- 伊奈かっぺい 旅の空うわの空[1]（2016年3月28日 - 2019年6月24日）
- るりちょbitナイト 春のスペシャル（2016年4月3日）
- GO!GO!らじ丸 - 第2水曜 11:55 - 13:00 の公開生放送担当（2016年4月 - 2018年3月）
- ちょびっトレンド[1]（2018年4月3日 - 2019年6月27日）
- ニュース&ウェザー